# سیدی عابد (الجزایر)
سیدی عابد (الجزایر) (به عربی: سيدي عابد) یک شهرداری در الجزایر است که در استان تسمسیلت واقع شده‌است.